# Arbizu
Arbizu – gmina w Hiszpanii, w Nawarze, o powierzchni 14,54 km². W 2011 roku gmina liczyła 1093 mieszkańców.